# جشنواره بین‌المللی فیلم مراکش
جشنواره بین‌المللی فیلم مراکش (عربی: المهرجان الدولي للفيلم بمراكش) یک جشنواره بین‌المللی فیلم است در سال ۲۰۰۱ تأسیس شد. این جشنواره سالانه در شهر مراکش برگزار می‌شود. این جشنواره که از سال ۲۰۰۱ شروع به کار کرده، جایگاهی استراتژیک در پیوند فرهنگ‌های مختلف و همراه کردن استعدادهای فیلمسازی از چهار گوشه جهان دارد و هر سال فیلم‌های پرفروش هالیوودی تا فیلم‌های هنری احساس‌برانگیز را در کنار هم به نمایش درمی‌آورد.
جشنواره فیلم مراکش در سال ۲۰۱۸ پس از یک سال وقفه فعالیت چشمگیری داشته‌است. سینماگران بزرگی چون مارتین اسکورسیزی، رابرت دنیرو، آنیس واردا، گیرمو دل تورو، رابرت پتینسون و داکوتا جانسون در این جشنواره حضور پیدا کرده‌اند.